# Mamichula
«Mamichula» es una canción del rapero argentino Trueno, la cantante y rapera argentina Nicki Nicole y el productor argentino Bizarrap. Fue lanzado el 23 de julio de 2020 a través de Neuen, como el tercer sencillo del álbum debut de Trueno, Atrevido.

## Antecedentes
La canción fue producida por Bizarrap con Taiu y Tatool. El video musical de la canción fue dirigido por Lucas Vignale. El video de la canción alcanzó el millón de visitas en apenas unas horas en YouTube. La canción alcanzó el número uno en Argentina, España y varios países de Latinoamérica.

## Posicionamiento en listas

### Semanal
| Listas (2020)                             | Mejor posición |
| ----------------------------------------- | -------------- |
| Argentina (Argentina Hot 100)             | 1              |
| Argentina (Monitor Latino Airplay)        | 10             |
| Argentina (Monitor Latino Latin Airplay)  | 8              |
| Argentina (Monitor Latino National Songs) | 2              |
| España (Top 100 Canciones)                | 1              |
| Global 200 (Billboard)                    | 100            |

### Mensual
| Listas (2020)  | Mejor posición |
| -------------- | -------------- |
| Paraguay (SGP) | 79             |

### Listas de fin de año
| Lista (2020)        | Mejor posición |
| ------------------- | -------------- |
| España (PROMUSICAE) | 30             |

## Certificaciones
| País      | Organismo certificador | Certificación | Ventas certificadas | Ref.   |
| --------- | ---------------------- | ------------- | ------------------- | ------ |
| Argentina | CAPIF                  | 3× Platino    | 60 000              | [ 11 ] |
| Chile     | IFPI Chile             | Platino       | —                   | [ 11 ] |
| España    | PROMUSICAE             | 4× Platino    | 160 000             | [ 11 ] |
| México    | AMPROFON               | 2× Platino    | 120 000             | [ 11 ] |
| Uruguay   | CUD                    | 2× Platino    | 8000                | [ 11 ] |